# Guayabos
Guayabos är en ort i Mexiko.   Den ligger i kommunen Jalpan de Serra och delstaten Querétaro Arteaga, i den centrala delen av landet, 190 km norr om huvudstaden Mexico City. Guayabos ligger 1 105 meter över havet och antalet invånare är 152.
Terrängen runt Guayabos är kuperad åt nordväst, men åt sydost är den bergig. Runt Guayabos är det glesbefolkat, med 20 invånare per kvadratkilometer. Närmaste större samhälle är Landa de Matamoros, 12,7 km öster om Guayabos. I omgivningarna runt Guayabos växer i huvudsak blandskog.